# Meseléri (Lassíthi)
Meseléri, en grec moderne : Μεσελέροι, est un village du dème d'Ierápetra, dans le district régional de Lassíthi, de la Crète, en Grèce. Selon le recensement de 2011, la population de Meseléri compte 135 habitants.
Le village est situé à une altitude de 360 m et à une distance de 9 km d'Ierápetra.

## Recensements de la population
| Recensements | 1900 | 1920 | 1928 | 1940 | 1951 | 1961 | 1971 | 1981 | 1991 | 2001 | 2011 |
| ------------ | ---- | ---- | ---- | ---- | ---- | ---- | ---- | ---- | ---- | ---- | ---- |
| Population   | 255  | 322  | 355  | 453  | 398  | 369  | 221  | 180  | /    | 157  | 135  |